# Акунк (Арагацотн)
Аку́нк (вірм. Ակունք) — село в марзі Арагацотн, на заході Вірменії. За 6 км на північний захід розташоване місто Талін, за 4 км на схід розташоване село Кармрашен, за 5 км на північний схід розташоване село Воскетас, а за 4 км на північний захід село Мастара, яке розташоване на відрізку Маралік — Талін траси Єреван — Гюмрі.